# Luftverkehr in Namibia

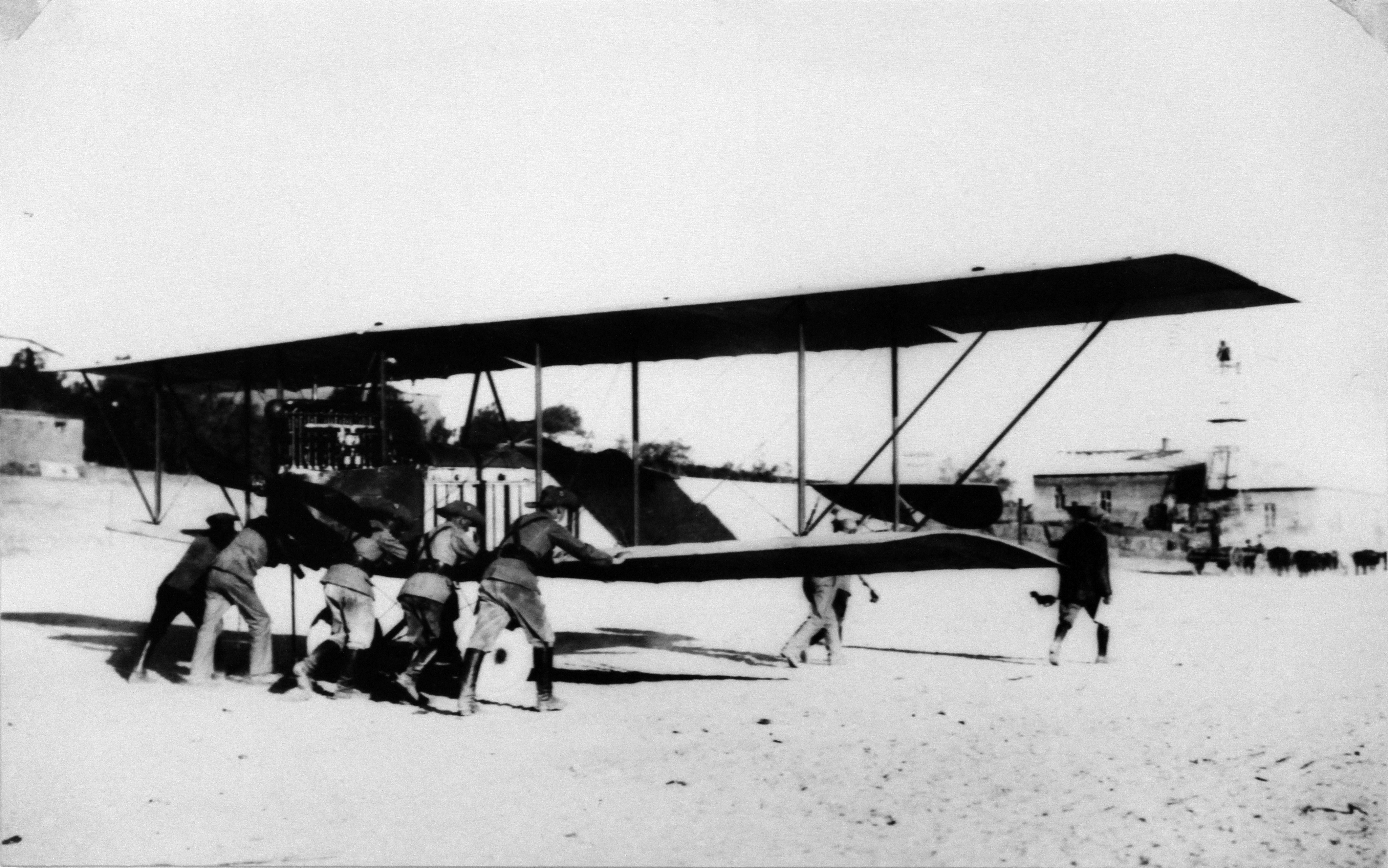
Flugzeug der Schutztruppe für Deutsch-Südwestafrika (etwa 1910–1914)

Der Luftverkehr in Namibia begann Anfang des 20. Jahrhunderts im damaligen Deutsch-Südwestafrika.
In Namibia gibt es (Stand 2023/24) 624 Piloten sowie 141 Fluggerätemechaniker und 81 Fluglotsen. Es gibt 33 registrierte Fluggesellschaften im Liniendienst und 603 Flugzeuge bzw. Drehflügler sind registriert.

## Geschichte
Im Jahr 1905 erhielt die Kolonialabteilung des Auswärtigen Amtes unter anderem einen Vorschlag der Allgemeinen Elektrizitäts-Gesellschaft aus Berlin, der Tests mit dem Einsatz von Heißluftballons empfahl. Bereits vor dem Ersten Weltkrieg, etwa ab 1911, wurden vereinzelt Flugzeuge, darunter vor allem Postflugzeuge, genutzt. Sie kamen im Ersten Weltkrieg auch im Kampf zum Einsatz.
Als Pionier der Luftfahrt im heutigen Namibia gilt Bruno Büchner. Ihm wurde ein Flugzeug des Typs Doppelfalz der Pfalz-Flugzeugwerke überlassen, um den Luftverkehr im Land populär zu machen. Mit dieser Druckpropellerkonstruktion führte Büchner am 13. Mai 1914 in Swakopmund den ersten Start durch und absolvierte anschließend vom 18. bis 27. Mai mehrere Postflüge zwischen Windhuk, Okahandja und Karibib. Leutnant Albert Georg von Scheele war im Mai 1914 der erste Kampfpilot in Deutsch-Südwestafrika. Er nutzte eine Aviatik BI (1916 zerstört und im Otjikotosee versenkt). Im Juni desselben Jahres kam mit dem Roland-Stahldoppeldecker ein weiteres Flugzeug im Land an (zerstört 1916), das von Leutnant d. R. Paul Fiedler geflogen wurde.
Im Jahr 1912 wurde mit dem Südwestafrikanischen Luftflottenverein der erste Luftsportverein gegründet.

## Recht und Verwaltung
Regulierende Behörde des Luftverkehrs in Namibia ist die Namibia Civil Aviation Authority (NCAA). Namibia ist Mitglied der ICAO. Die 1994 gegründete Aviation Industry Association of Namibia (Avianam) war, bis zur Umwandlung zur AOPA Namibia (Aircraft Owners and Pilots Association) 2010, die Industrievertretung im Luftverkehr. Zudem gibt es den Namibian National Aero Club als staatlich anerkannten Dachverband.

### Luftsportverbände und -vereine
- Light Sport and Amateur-build Aircraft Association of Namibia – Experimentier- und Selbstbau
- Microlight Association of Namibia – Ultraleicht
- Parachute Association of Namibia – Fallschirm
- The Soaring Society of Namibia – Segelflug

Flugmodell
- Okakango Radio Flyers
- Swakopmund Radio Flyers
- Windhoek Radio Flyers

Segelflug
- Bitterwasser Flying Club
- Kiripotib Flying Club
- Pokweni Flying Club
- Veronica Flying

Fallschirm
- Desert Sky Divers Club
- Swakopmund Skydiving Club
- Tsumeb Skydiving Club

## Flughäfen

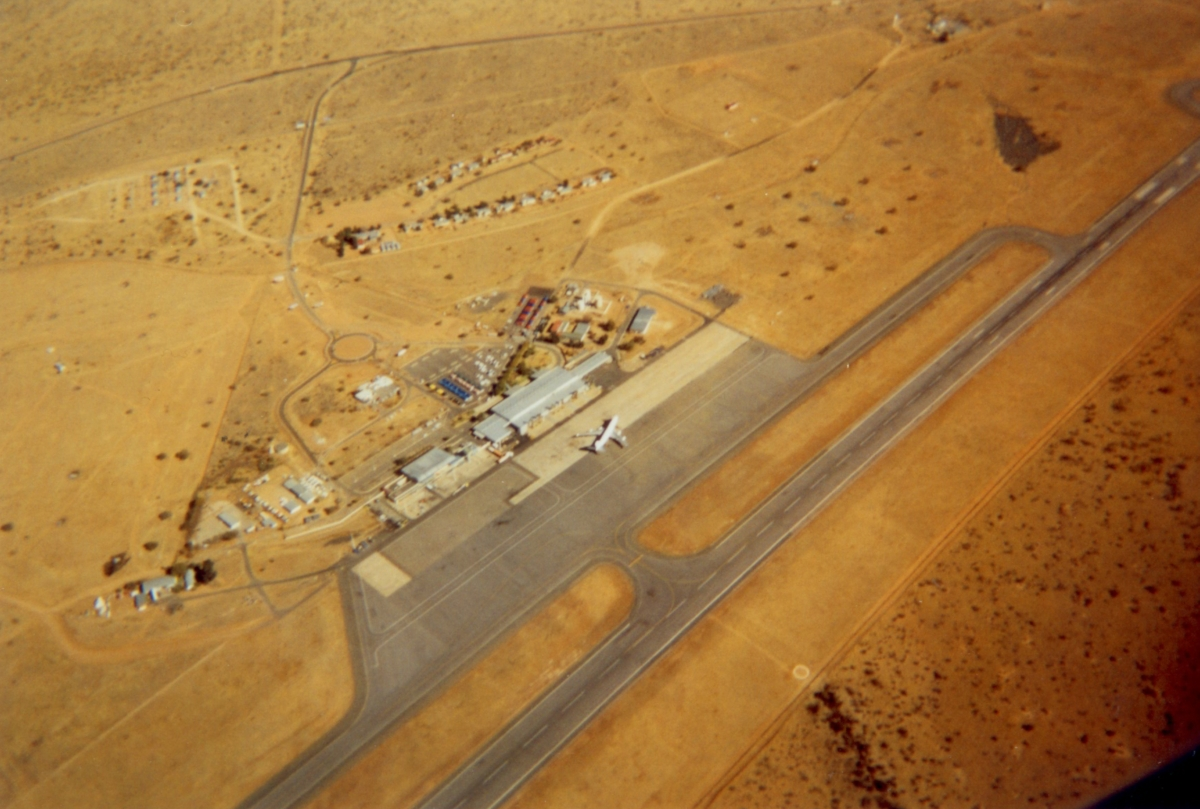
Luftaufnahme des Hosea Kutako International Airport

Im Jahr 2023/24 gab es 154 registrierte Flugplätze und 172 aktive Start- und Landeplätze im Land.
Betreiber aller acht öffentlichen Flughäfen im Land ist die staatliche Namibia Airports Company. Nationales Drehkreuz ist der Flughafen Eros, internationales Drehkreuz der östlich der Landeshauptstadt Windhoek gelegene Hosea Kutako International Airport. Ein weiterer internationale Flughafen befindet sich in Walvis Bay.

## Luftfahrzeuge
Der Luftverkehr mit Hubschraubern und Heißluftballons spielt nur eine untergeordnete Rolle. Hubschrauber kommen vor allem bei Wildtierzählungen und durch staatliche Stellen, darunter die Namibian Police Force, zum Einsatz. Auf Farmen sind nicht selten Gyrokopter zu finden. Beliebteste Flugzeughersteller und -modelle sind Cessna (v. a. Cessna 210 und Cessna 208) sowie der südafrikanische Hersteller Sling und der australische Hersteller Jabiru.
Segelflugzeuge kommen vor allem im zentralen Osten des Landes, auch auf internationalem Wettkampfniveau, zum Einsatz. Namibia gilt als eines der besten Segelfluggebiete weltweit. Ultraleichtflugzeuge werden in geringem Umfang genutzt, Motorsegler sind in Namibia unbekannt.
Luftsportgeräte, darunter vor allem Motorschirme und Fallschirme (in Swakopmund) sowie Gleitschirme (am Schwarzrand) kommen vor allem für touristische Zwecke zum Einsatz. Der Einsatz von Drohnen ist stark reglementiert und nur mit staatlicher Genehmigung erlaubt. Der Einsatz u. a. in Naturschutzgebieten ist generell verboten. Flugmodelle sind eine beliebte Freizeitbeschäftigung.
Die Luftfahrzeug-Instandhaltung und -Wartung kann bis zur Größe einer Embraer 145 in Namibia selber durchgeführt werden. Hierfür gibt es national und international anerkannte Fachbetriebe in Swakopmund und Windhoek. Führend sind die Unternehmen Aviation Centre, Desert Air, Namibia Base Aviation, Signa Aviation Services und Skycore Aviation.

## Flugverkehr

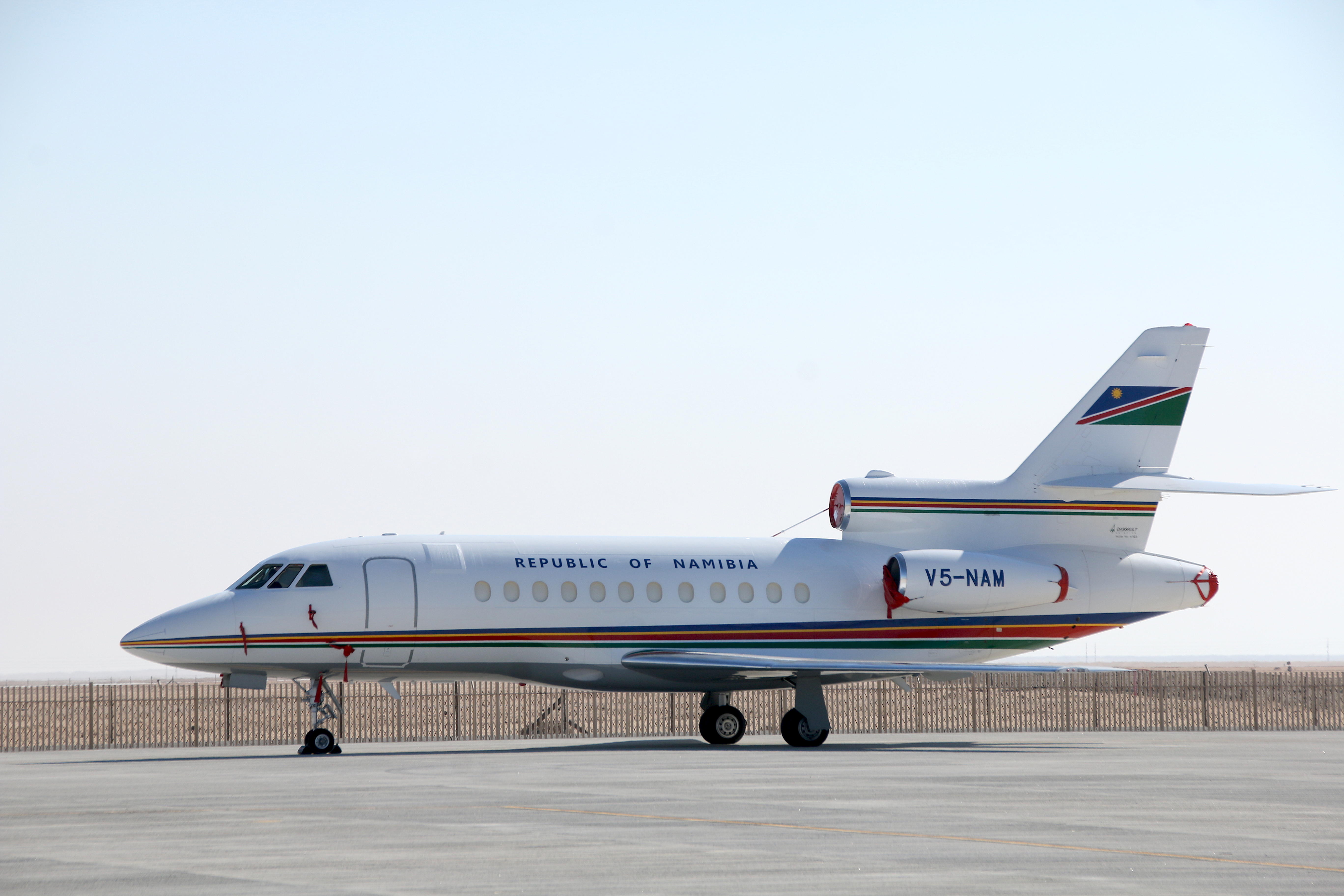
Düsenflugzeug der namibischen Regierung

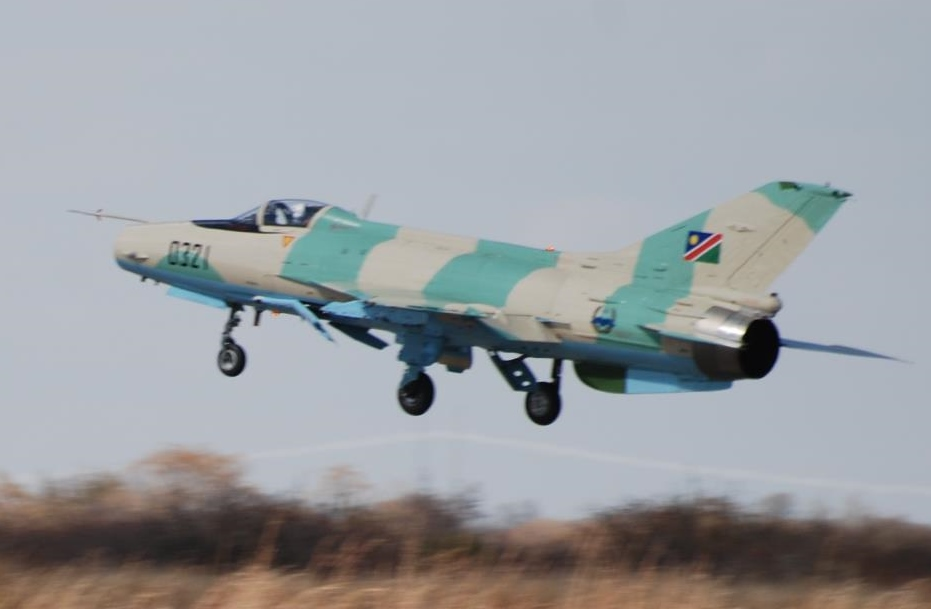
F-7 der Namibian Air Force

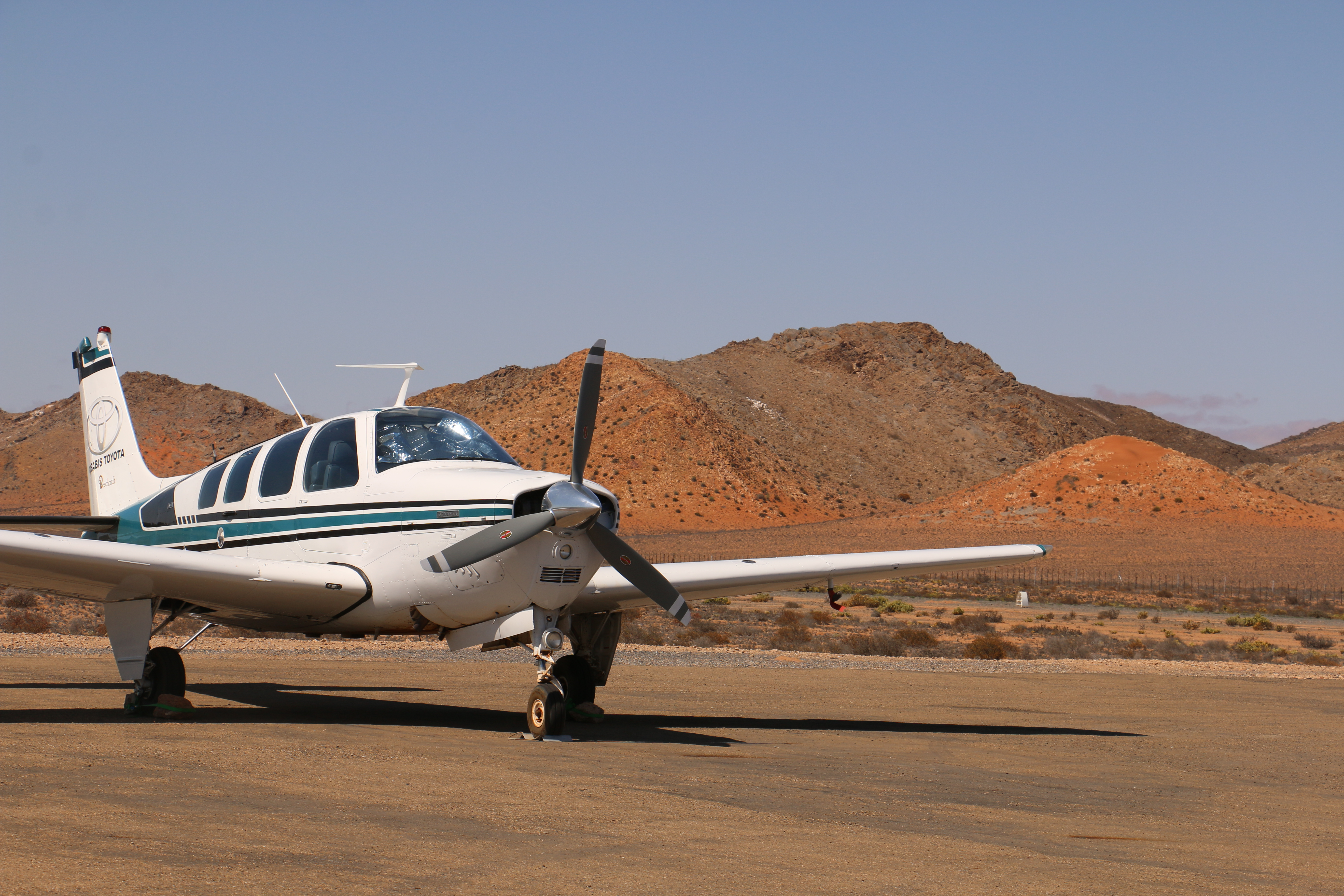
Private Beechcraft Bonanza A36 in Rosh Pinah

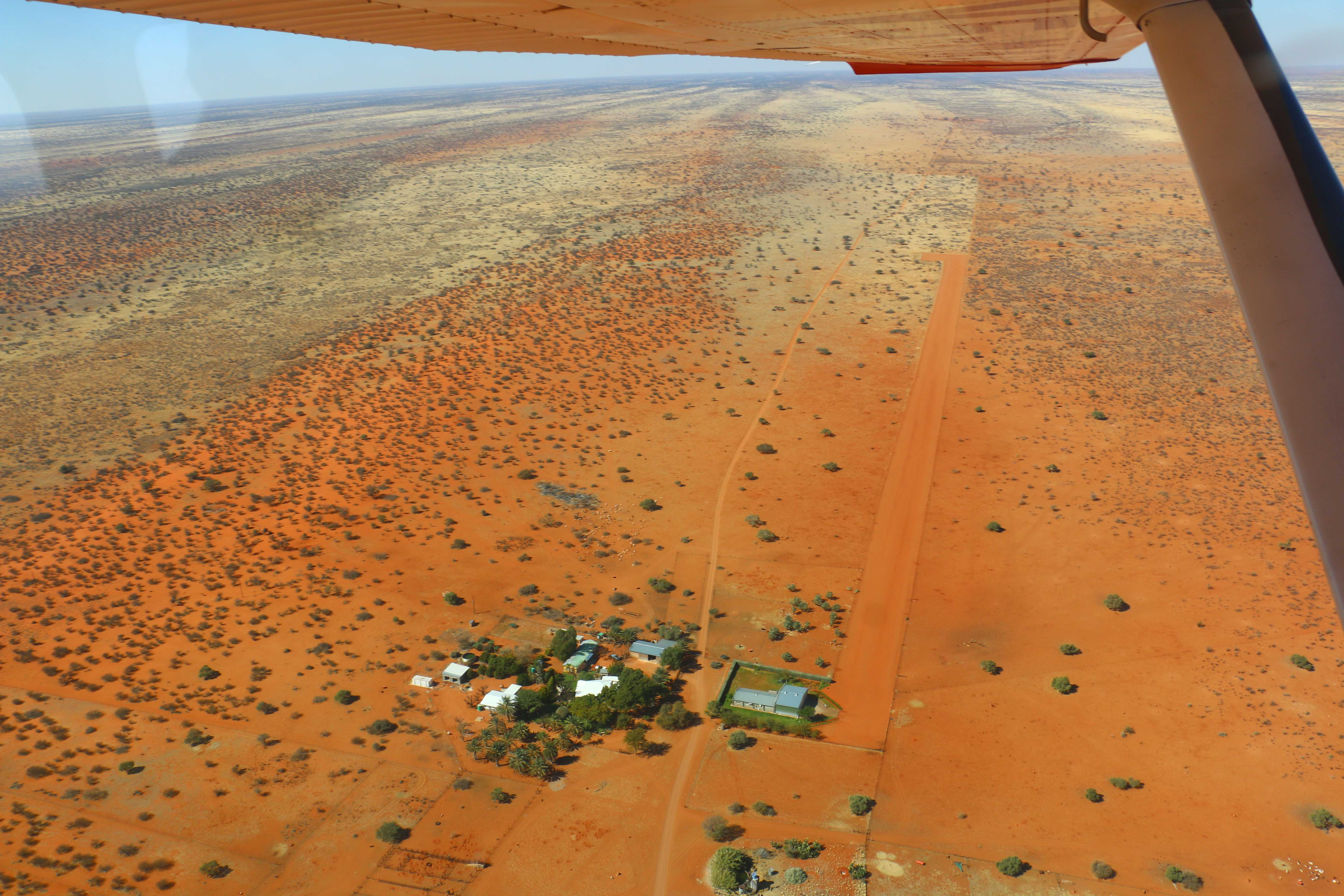
Private Start- und Landebahn eines Farmers bei Stampriet

### Kommerzielle Luftfahrt
Der kommerzielle Flugverkehr mit Passagieren begann mit der Gründung der South West African Airways (SWAA) im Jahr 1930. Eigentümer war Junkers, die 1930 eine Ausschreibung zum Betrieb von Post- und Passagierflügen gewonnen hatte. Der Erstflug fand im August des darauffolgenden Jahres unter Leitung von Chefpilot F. C. J. Fry. statt. SWAA führte nationale Flüge und Flüge von Windhoek nach Kimberley in Südafrika durch. Bereits 1932 schloss sich SWAA mit der südafrikanischen Union Airways zusammen, flog aber drei weitere Jahre unter eigenem Namen. Im Jahr 1935 wurde SWAA von South African Airways gegen Zahlung von 14.000 Rand übernommen.
Im Jahr 1947 gründete die Verwaltung von Südwestafrika mit South West Air Transport (SWAT) eine neue Fluggesellschaft. Sie schloss sich zwölf Jahre später mit Oryx Aviation zum Suidwes Lugdiens (Afrikaans für Südwest Luftdienst) zusammen. Im Jahr 1966 folgte ein weiterer Zusammenschluss mit Namib Air. Dieser Name wurde ab 1978 für die gesamte Fluggesellschaft genutzt. Im Jahr 1982 übernahm der südafrikanische Staat die Aktienmehrheit. Seit 1991 ist die Airline als Air Namibia die staatliche Fluggesellschaft des unabhängigen Namibia. Diese bildet bis zur Einstellung des Flugbetriebs im Februar 2021 das Rückgrat des namibischen Luftverkehrs.
Vor allem seit der Unabhängigkeit kam es immer wieder zu Gründungen neuer Linienfluggesellschaften, darunter Kalahari Express Airlines und Namibia flyafrica, die teilweise keine Flüge durchgeführt haben oder bereits nach kurzer Zeit den Flugbetrieb wieder einstellten mussten. Ausnahmen hiervon waren CityLink, die von 2000 bis 2008 und 2010 bis 2014 Linienflüge im Inland durchführte. Im Jahr 2018 gründete sich mit FlyWestair (heute FlyNamibia) der Westair Aviation eine neue Fluggesellschaft für nationale und regionale Verbindungen.
Neben den wenigen Linienfluggesellschaften gibt es zahlreiche Charterfluggesellschaften, die vor allem im touristischen oder medizinischen Einsatz agieren sowie Unternehmensflüge, vor allem für Namdeb, durchführen.
Die Mitarbeiter der kommerziellen Fluggesellschaften sind in teilweise in Gewerkschaften, darunter der Namibia Transport and Allied Workers Union (NATAU) und Namibia Cabin Crew Union (NCCU) organisiert. Die Berufspiloten sind in der Namibia Airline Pilots Association (Napa), die Fluglotsen in der Namibian Air Traffic Controllers Association (NATCA) organisiert.

### Staatliche Luftfahrt
Im staatlichen Luftverkehr agieren vor allem die Namibian Air Force sowie Flugzeuge und Hubschrauber im Regierungseinsatz.

### Private Luftfahrt
Einige Namibier besitzen ein Privatflugzeug, um die großen Distanzen des Landes schnell zurücklegen zu können. Viele Farmer auf abgelegenen Farmen besitzen eine eigene Start- und Landebahn. Die Sportfliegerei wird genutzt, um Sightseeing aus der Luft durchzuführen oder um Fallschirmspringer abzusetzen.

## Ausbildung
Die Ausbildung für Privatpiloten und Berufspiloten findet in zahlreichen Flugschulen, die teilweise staatlich sind, statt. Die staatliche Namibian Aviation Training Academy hat ihren Sitz am Flughafen Keetmanshoop in Keetmanshoop und am Flughafen Windhoek-Eros. Private Flugschulen befinden sich zum Großteil am Flughafen Eros sowie auch am Flughafen Swakopmund in Swakopmund.
- Delta Wings Flying School and Service Centre, Swakopmund – Privatpilotenlizenz
- Desert Air, Swakopmund – Privat- und Berufspilotenlizenz, Instrumentenflugberechtigung, Nachtflugqualifikation
- Namibian Aviation Training Academy, Eros und Keetmanshoop – Privat- und Berufspilotenlizenz, Fluggerätmechaniker
- Swakopmund Flying School, Swakopmund – Privatpilotenlizenz
- Signa Aviation Services, Eros – Privat-, Berufs- und Verkehrspilotenlizenz
- Windhoek Flight Training Centre, Eros – Privatpilotenlizenz

## Flugunfälle
Zuständig für die Untersuchung von Flugunfällen in Namibia ist das Directorate of Aircraft Accident Investigation des Ministeriums für Öffentliche Arbeiten und Verkehr.
Zu den größten Flugunfällen in Namibia zählen der Flugzeugabsturz einer Boeing 707 auf dem South-African-Airways-Flug 228 1968 mit 123 Todesopfern, der Pilotensuizid auf dem Linhas-Aéreas-de-Moçambique-Flug 470 2013 mit 33 Opfern und die Flugzeugkollision vor Namibia 1997 mit ebenso vielen Todesopfern. Seit 2012 wurden 20 Flugunfälle in Namibia registriert. Namibisch registrierte Flugzeuge waren in kleinere Zwischenfälle am Boden involviert, darunter ein Airbus A330 von Air Namibia am Abend des 16. November 2019, kurz vor Abflug von Frankfurt nach Windhoek, als dieser mit einer Boeing 777 der Korean Air kollidierte. Am 1. Juli 2019 wurde der gleiche Flugzeugtyp, ebenfalls in Frankfurt, durch einen Treppenwagen beschädigt.